# Hôpital régional de Tozeur
L'hôpital régional de Tozeur ou hôpital régional Hédi-Jaballah est un hôpital régional tunisien, situé à Tozeur. Il dispose d'un service de réanimation et d'un service d'urgences.

## Soins hospitaliers
En 2021, le service de réanimation reçoit entre 50 et 60 patients par mois. 

## Histoire
En 1892, la ville de Tozeur n'a pas d'hôpital. Les autorités coloniales françaises déclarent vouloir en construire un en 1932. En 1971, les autorités tunisiennes déclarent vouloir un hôpital « complètement équipé » à Tozeur.
En mars 2016, des travaux d'extension démarrent afin de construire un parking et d'agrandir le service des consultations externes.
En 2020, il reçoit des aides de la diaspora tunisienne (équipements tels que lits de réanimation, concentrateurs d'oxygène, médicaments et protections contre le coronavirus) dans le cadre d'un hommage au « médecin martyr » Badreddine Aloui.
Quatre nouveaux lits de soins intensifs sont ouverts au service de réanimation en mars 2021. L'ouverture de trois nouveaux lits est annoncée pour les mois à venir. 
Le 1er décembre 2020, des proches d'un patient décédé saccagent le service des urgences et y détruisent des appareillages médicaux.
En juin 2021, le ministre de la Santé, Faouzi Mehdi, annonce la construction d'un nouvel hôpital régional à Tozeur, dans le cadre du prochain plan quinquennal. En août 2021, l'hôpital de Tozeur reçoit onze concentrateurs d'oxygène de dix litres et du matériel informatique de l'Allemagne.